# Walter Crane
Walter Crane (15 de agosto de 1845 - 14 de marzo de 1915) fue un artista inglés nacido en Liverpool que participó en el movimiento Arts and Crafts. Realizó pinturas, ilustraciones, libros para niños, mosaicos, y otros objetos decorativos.

## Resumen biográfico e influencias

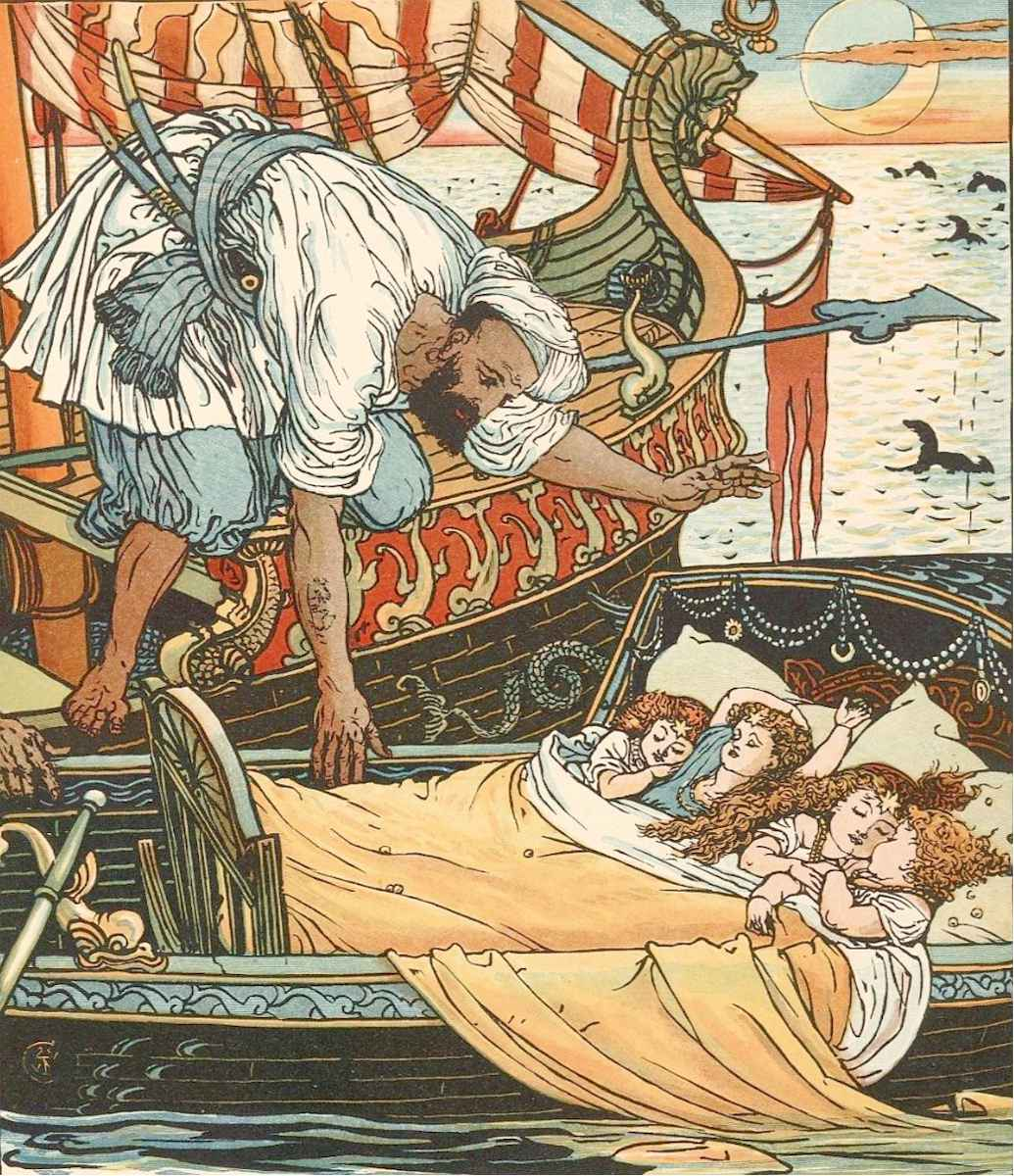
Los hijos de la reina Blondine y la hermana Brunette rescatados por un pirata luego de siete días en el mar, del cuento de hadas Princesa Bella-Estrella de Madame d'Aulnoy..

Walter Crane fue el segundo hijo del artista Thomas Crane, pintor de retratos y miniaturas. A temprana edad recibió la influencia de la Hermandad pre-Rafaelita, y se interesó por la obra de John Ruskin. Una colección de diseños para ilustrar la obra Lady of Shalott de Tennyson logró la aprobación del grabador William James Linton, de quien Crane fue aprendiz durante tres años, entre 1859 y 1862. 
Como grabador de madera tuvo abundantes oportunidades de estudiar la obra de artistas contemporáneos que pasaba por sus manos, entre ellos Dante Gabriel Rossetti, John Everett Millais, Sir John Tenniel y Frederick Sandys, como así mismo de los maestros del renacimiento italiano. Sin embargo su principal influencia fueron los mármoles de Elgin conservados en el Museo Británico.
Un elemento posterior en el desarrollo de su talento consistió en el estudio de impresos coloreados de Japón, cuyos métodos imitó en una serie de libros infantiles con los que inició una nueva moda.

## Cuadros e ilustraciones
En 1862 su cuadro "The Lady of Shalott" fue exhibido en la Academia Real de Londres, institución que sin embargo rechazó sus posteriores trabajos. 
En 1864 comenzó a ilustrar colecciones económicas de libros infantiles con textos de Edmund Evans, y en 1874 una nueva serie iniciada con "El príncipe rana" mostró la influencia del arte japonés.
Sus variadas obras incluyen relieves en yeso, mosaicos, vitrales , alfarería, empapelados y diseños textiles, en todo lo cual aplicó el principio de que en el arte decorativo "los artistas trabajan mejor y más libremente sin una referencia directa a la naturaleza, y deben haber aprendido las formas que usan con el corazón"